# Sledestraat
De Sledestraat is een straat in Brugge.

## Beschrijving
In de middeleeuwen heette de straat Corte Raemstrate, in de onmiddellijke omgeving van de Raamstraat.
Beide straten hadden hun naam te danken aan de vele 'ramen' die op de blekerijgronden van de Cattevoordewijk stonden opgesteld. Maar ook hier moest de naam, vanwege de concurrentie met onder meer de Lange en de Korte Raamstraat verdwijnen.
In de 16de eeuw was de naamverandering aan de gang en treft men aan:
- 1579: Corte Raem- ofte Sledestraetkin.

Een sluitend verhaal over die 'Slede' is er niet, maar algemeen denkt men dat er een huis De Slede moet gestaan hebben in de straat of in de onmiddellijke nabijheid.
De Sledestraat loopt van de Ezelstraat naar de Raamstraat.